# 팔랑크스

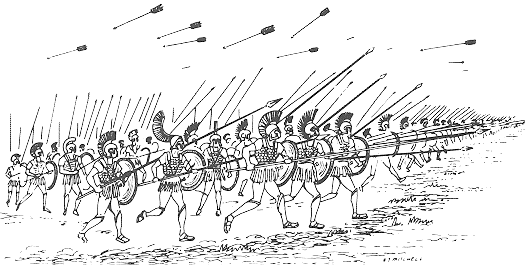
팔랑크스의 전투 (상상도)

팔랑크스(그리스어: Φάλαγγα, 영어: phalanx)는 고대 그리스 시민군의 전형적인 부대 형태 또는 그러한 부대를 운용하는 전술을 말한다. 이후 마케도니아 왕국의 알렉산드로스 대왕이 동방 원정 때에도 이 전술이 효과적으로 사용되었다.
고대 그리스 폴리스의 시민들은 직접 무장을 준비하여 유사시 호플리테스(ὁπλίτης)로 참전했다. 즉, 그리스의 보병은 훈련받은 우수한 병사라기보다는 무장을 갖춘 시민들의 집단이다. 따라서 개개인의 무용이나 현재와 같은 전술적 움직임 대신, 시민단 전체의 유기적인 연결에 집중하게 된다. 그리스식 투구, 흉갑, 정강이받이를 장비하고 왼팔에 묶은 대형의 원형 방패(호플론)로 내 몸 일부와 왼쪽 병사의 몸 일부를 가려주는 형태로 바짝 다가서붙은 밀집진을 형성하며, 드러난 양쪽 날개부분은 소수의 귀족 기병들이 보호해주게 된다. 진과 진이 서로 부딪혀서 먼저 대열이 깨지는 쪽이 전쟁에서 패배하게 되는 것이 일반적인 그리스 폴리스간의 전투였다.
그리스 밀집진의 위력은 비슷한 훈련도를 가지고 제대로 된 대열을 갖추지 못한 보병대와 싸울 때 발휘되었다. 그리스와 페르시아 제국 간의 전쟁에서 지상군의 수효가 충분했을 때 그리스 보병 밀집진을 페르시아군이 돌파한 경우는 없었다.
마케도니아 왕국의 필리포스 2세와 알렉산드로스 대왕은 이를 발전시켜, 종래 그리 길이가 길지 않았던 창의 길이를 몇배로 늘여 기병돌격에서도 버틸 수 있는 사리사를 개발하였다. 한편 과거 양쪽 날개의 보호에만 주력하던 기병대를 증강하여 보병 밀집진이 전열을 유지하는 동안 기병을 이용한 우회공격을 하는 망치와 모루 전술로 동방원정에서 승승장구하게 된다.
그러나 이러한 밀집진형은 기동성이 떨어지며 탁 트인 평지에서만 운용가능하다는 전술적인 경직성을 가지고 있어, 이후 로마의 보다 유연한 군단병이나 우수한 기동성을 가진 궁기병대와의 싸움에서는 한계를 보였다.

## 역사
희랍 군단은 마케도니아가 오기 전에는 폴리스의 시민들이 직접 장비들을 제공하였는데, 그래서 적어도 아테네에서는 최상위 계급의 시민들은 지휘자로 활약하며 그 밑의 상위 시민들은 기병의 역할을 수행하였으며 대다수인 자유농민들이 중장보병이 되었다. 이 옛 방진은 장창보병대라고 보기에는 그냥 밀집 보병대라고 보아야하는데, 이유는 그때 당시의 무기는 약 2.5미터 정도의 도리(그리스어: δορυ)여서 마케도니아의 방진처럼 뒤에 있는 보병들이 공격할 수 없었기 때문이다. 위에서 말한 것과 같이 전술적으로 알렉산드로 대왕의 원정 전에는 이런 옛 방진이 경직성이 큰 것이 문제가 되지 않았지만, 트라키아에서 전수 받은 펠타스트(그리스어: Πελταστής)가 이피크라테스 장군에 의해 유행하게 되면서 (특히 이가 아테네의 군대를 지휘할 때 투척병으로 스파르테의 중장갑 보병대를 말살할 때부터) 옛 방진은 점점 쇠퇴하게 되었다. 그러나 이피크라테스 장군은 좀 더 근대화된 방진을 썼는데, 금속 장갑을 세마포 장갑으로 대신하여 개인의 방어력보다는 기동성을 중요시해 경보병을 맞서 싸울 수 있게 하였다. 또한 엑크드로모이도 알렉산드로스 대왕후 생성되어 경보병을 상대하도록 경무장을 하게 하였으며 이런 밀집대에만 의존하지도 않았지만 필요시 밀집대에 서서 싸울 수 있게 하였다.
마케도니아식 장창보병대 전술은 다른 국가들도 본받게 되었다. 스파르테의 용병 장수 크산티포스는 카르케돈에게 이 전술을 유입하게 되었는데, 이는 한니발 장군에게 유용하게 되었다. 또한 게르마니아는 본받지는 않았지만 장창 보병이 있었고, 켈트족도 특히 그리스인과 마케도니아인들과 싸운후 밀집 보병대를 쓰곤 하였다.
마케도니아식 방진은 역시나 강했는데, 그러나 외적이 많지 않아 후계자 국가들은 방진에 더 의존하게 되었고, 그러면서 경보병과 기병의 중요성이 크게 줄어들었다. 그러나 프톨레마이오스 왕조와 셀레우코스 왕조같은 경우엔 자신들끼리 싸웠기 때문에 이가 큰 문제가 되지 않았으나, 필리포스 5세 같은 경우엔 로마의 군단병의 유연성이 기병에게 중화되지 않았기 때문에 트라이키아인들 같은 기존의 "야만인"들을 장창보병대에 입대시켜도 역부족이었다.

## 같이 보기
- 원앙진